# Alphonse Chautemps
Pour les articles homonymes, voir Chautemps.
Alphonse Chautemps est un homme politique français né le 18 octobre 1860 à Valleiry en Haute-Savoie et mort le 24 avril 1944 au château du Coudray, à Saint-Jean-Saint-Germain en Indre-et-Loire. Il est le frère d'Émile Chautemps et l'oncle de Félix et Camille Chautemps, autres personnalités radicales de la Troisième République.

## Biographie
Docteur en droit, avocat, il s'inscrit à l'âge de 21 ans au barreau de Saint-Julien-en-Genevois. Il choisit en 1885 de rejoindre la magistrature ; il est nommé successivement à Largentière, puis au Blanc et enfin à Tours.
Actif dans la franc-maçonnerie, il est membre de la loge Les Enfants de Rabelais à Chinon.
Attiré par la politique, il se présente en 1897 à une élection législative partielle au Blanc. Campant sur des positions républicaines très intransigeantes, il est non seulement battu mais de plus très mal vu par sa hiérarchie.
Il rejoint le Parti républicain, radical et radical-socialiste à sa création. Sous cette étiquette, il devient finalement député d'Indre-et-Loire lors des élections législatives de 1902. Il est régulièrement réélu jusqu'en 1919 ; cette dernière année, il choisir de ne pas se représenter et de céder son siège à son neveu Camille.
Il retrouve le Parlement l'année suivante en se faisant élire sénateur. Il sera constamment réélu jusqu'à la chute de la Troisième République.
Il vote, le 10 juillet, en faveur de la remise des pleins pouvoirs au Maréchal Pétain. Il se retire ensuite de la vie politique et meurt en avril 1944 à l'âge de 84 ans.